# Жовна каштановошия
Жовна́ каштановошия (Chrysophlegma mentale) — вид дятлоподібних птахів родини дятлових (Picidae). Мешкає в Південно-Східній Азії.

## Опис
Довжина птаха становить 26-28 см, вага 88-113 г. У самців підвиду C. m. humii верхня частина тіла зелена з легким жовтуватим відтінком. Надхвістя жовте, хвіст чорнуватий, покривні пера крил темно-бордові, махові пера чорнувато-коричневі, поцятковані рудувато-коричневими плямами. Лоб темно-зелений або оливково-зелений, на тімені і потилиці помітний "чуб", пера на якому мають жовті кінчики. Обличчя і скроні темно-зелені, шия з боків і груди рудувато-коричневі, горло білувате, сильно поцятковане темно-зеленими плямками. Решта нижньої частини тіла бронзово-зелена. Райдужки карі або червоні. Дзьоб відносно довгий, долотоподібний, біля основи широкий, зверху темно-сірий, знизу світліший. Лапи оливкові або сірі. 
У самиць рудувато-коричнева пляма на шиї більша і поширюється також на щоки, доходячи до основи дзьоба. Самці номантивного підвиду є більшими, за представників підвиду C. m. humii, однак дзьоб у них пропорційно менший. Верхня частина тіла у них більш темна, каштанова пляма на шиї поширюється у них до потилиці. У самців горло і підборіддя чорнуваті, поцятковані білими плямками, у самиць вони повністю темно-бордові.

## Підвиди
Виділяють два підвиди:
- C. m. humii Hargitt, 1889 — Малайський півострів, острови Суматра, Банка і Калімантан;
- C. m. mentale (Temminck, 1826) — острів Ява.

Деякі дослідники виділяють підвид C. m. humii у окремий вид Chrysophlegma humii.

## Поширення і екологія
Каштановошиї жовни мешкають в М'янмі, Таїланді, Малайзії, Індонезії і Брунеї. Вони живуть у вологих тропічних лісах з густим підліском, на узліссях і галявинах, в мангрових лісах. Зустрічаються поодинці або парами, на Малайському півострові на висоті до 1200 м над рівнем моря, в Індонезії на висоті до 1700 м над рівнем моря. Живляться мурахами, термітами, їх личинками, жуками, кониками, тарганами та іншими комахами. Сезон розмноження в Малайзії триває в березні-квітні, на Яві в березні, на Калімантані з лютого по червень. Гніздяться в дуплах пнів, в кладці 2-3 яйця.